# Parry People Mover

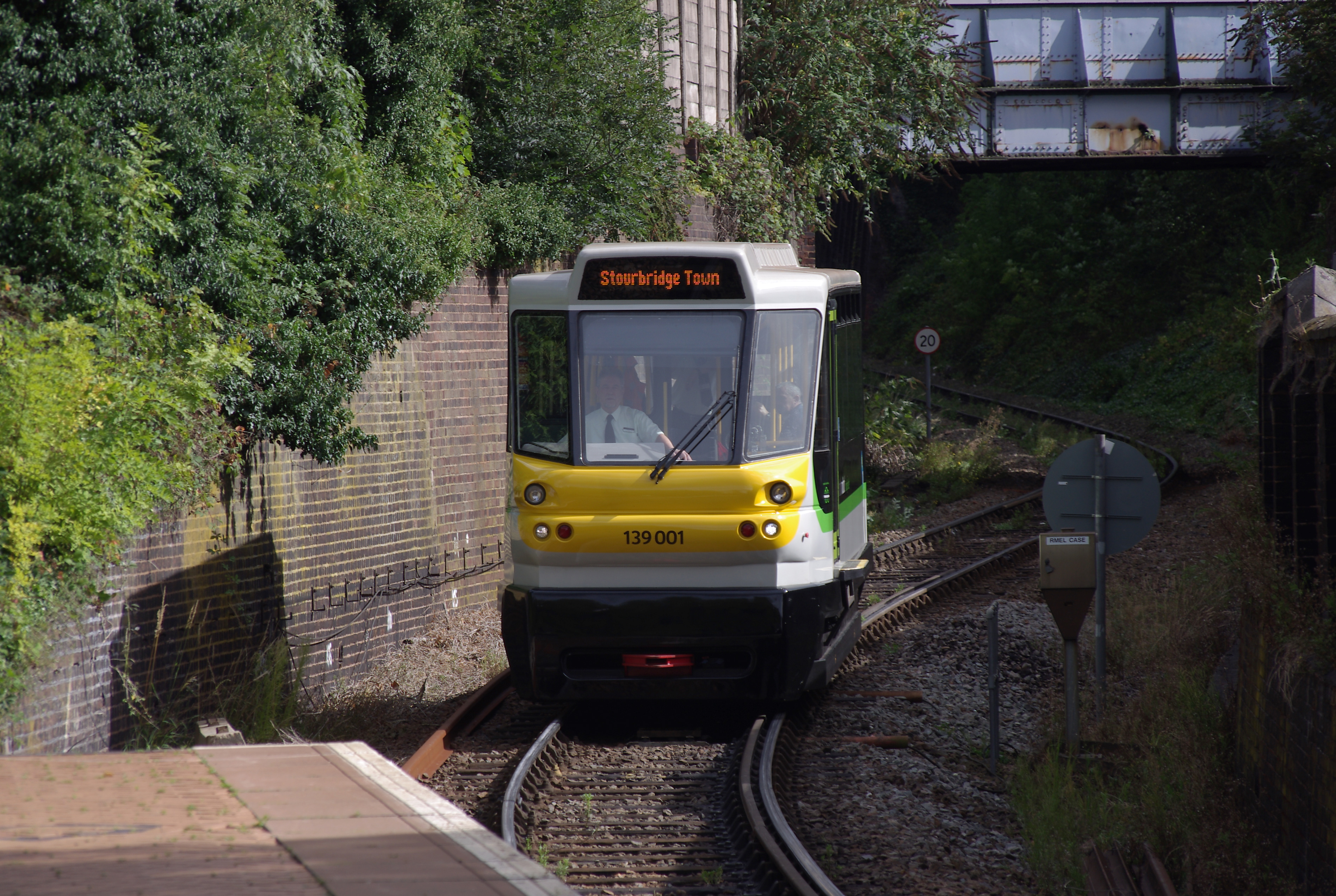
Parry People Mover PPM60 (139 001) bei der Einfahrt in den Endbahnhof Stourbridge Town (2011)

Parry People Mover sind zweiachsige Triebwagen des britischen Herstellers Parry People Movers Ltd. (PPM) mit Schwungradantrieb und -speicherung.

## Geschichte und Beschreibung

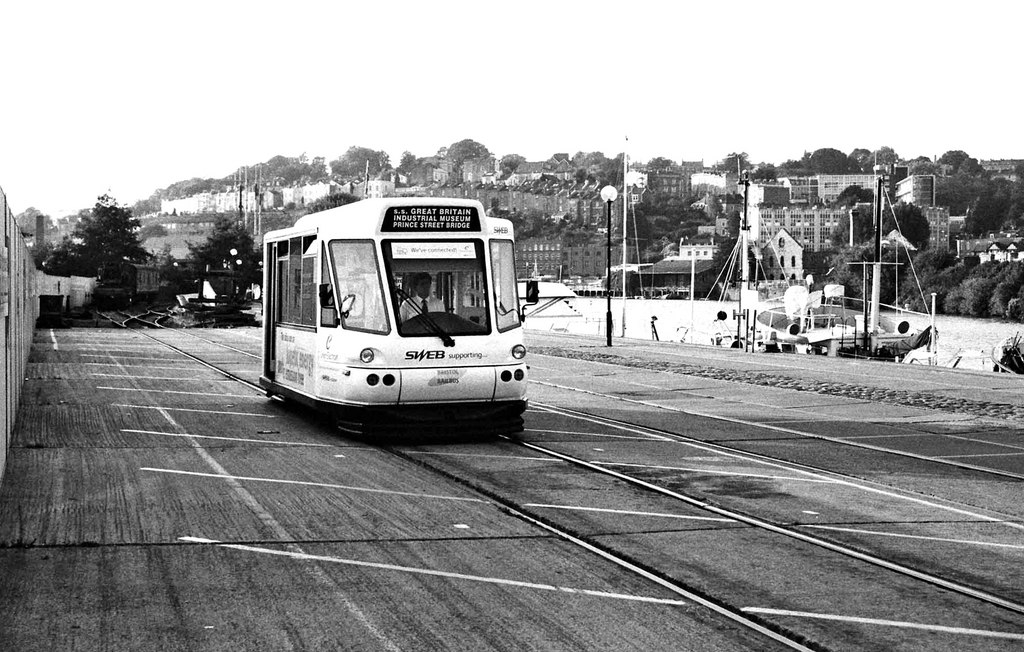
PPM35 auf den Gleisen der Bristol Harbour Railway (1998)

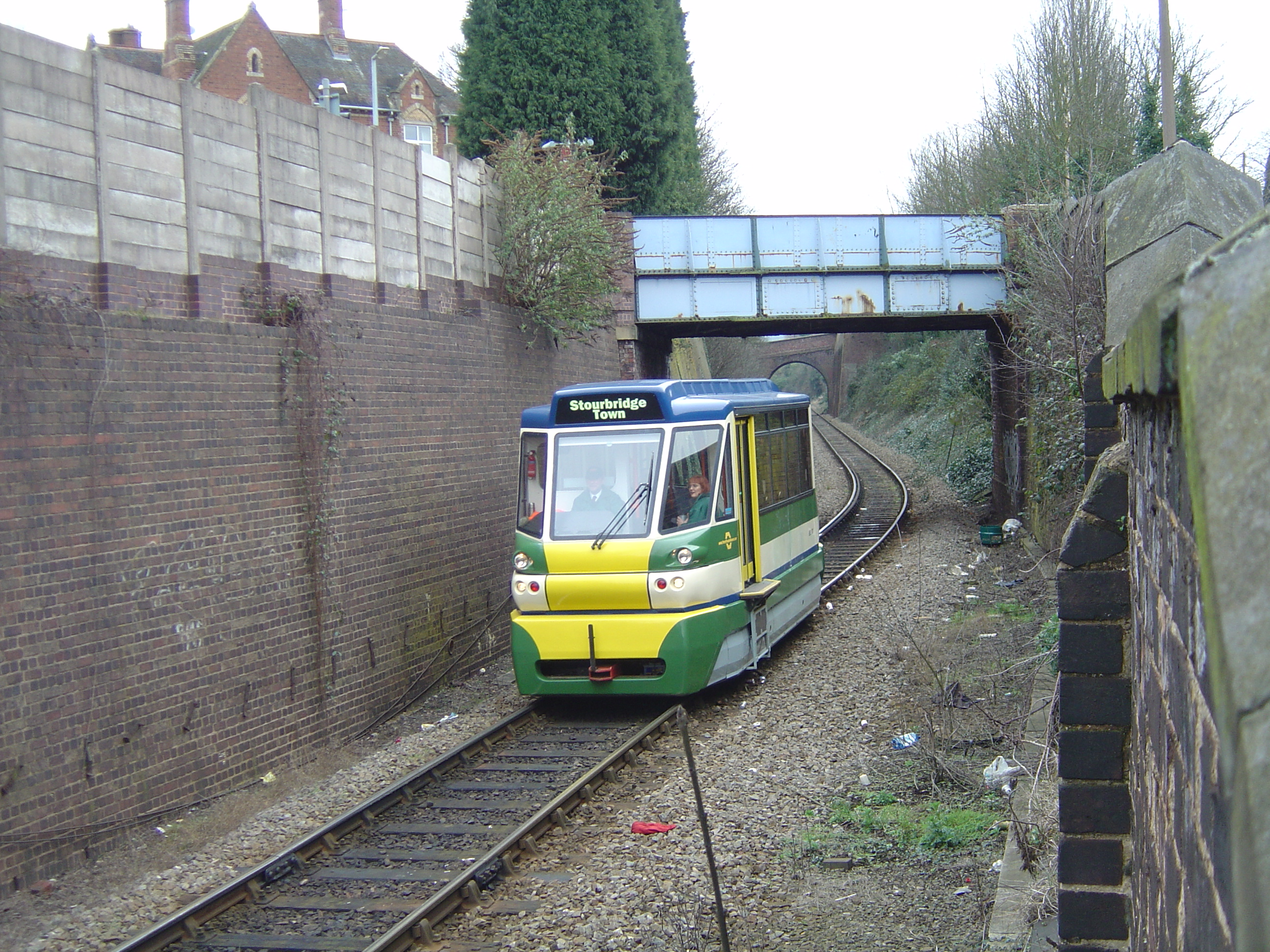
Fahrzeug Nr. 12 (PPM50 / 999 900) in Stourbridge (2006)

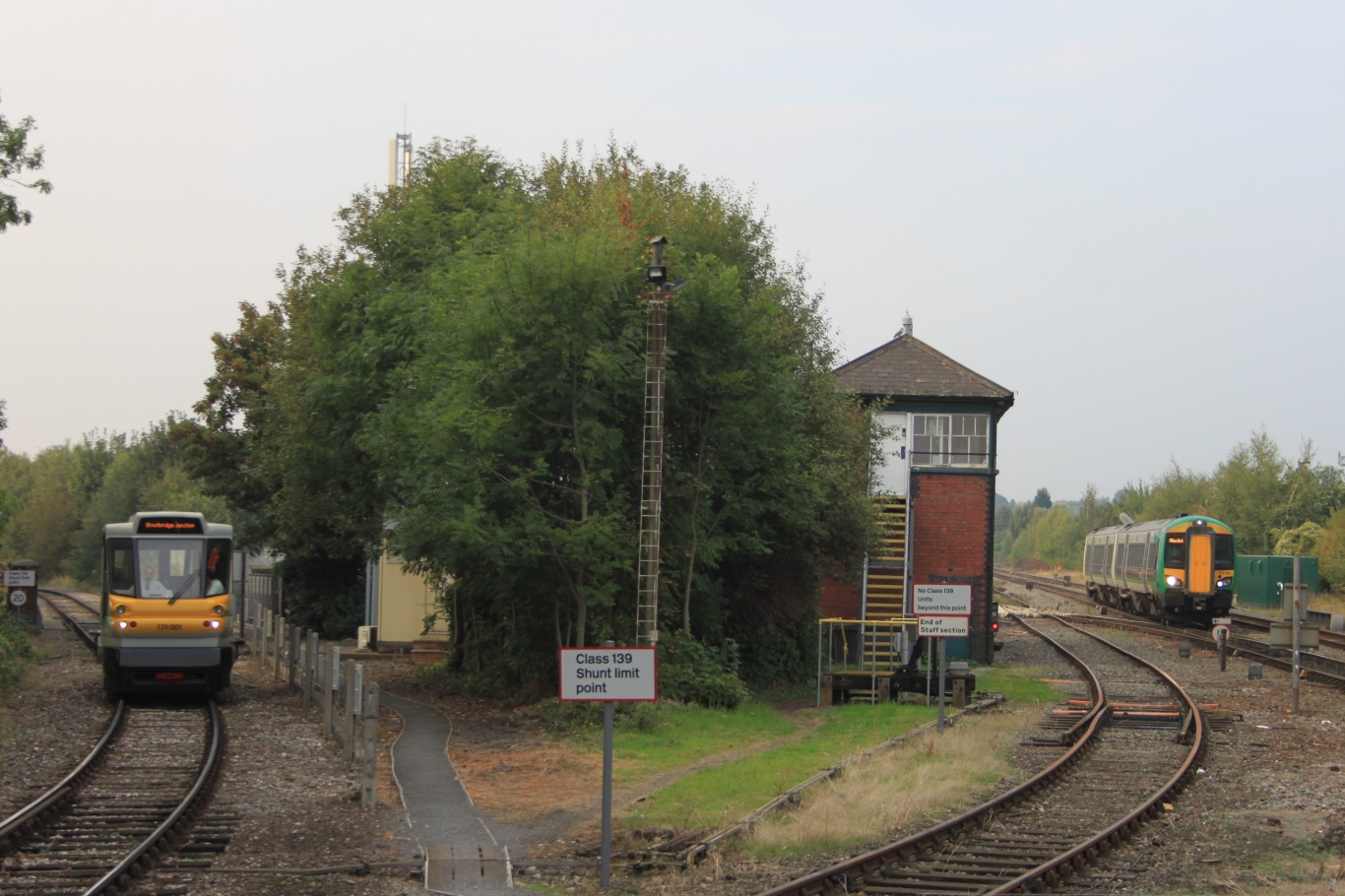
139 001 bei der Einfahrt in den Endpunkt Stourbridge Junction, rechts ein Class-172-Triebzug aus Birmingham (2014)

Unmittelbare Antriebsquelle des Parry People Movers ist ein Schwungrad, das bei Betriebsbeginn in Bewegung gesetzt wird. Es wird durch einen Verbrennungs- oder Elektromotor an Bord des Fahrzeugs angetrieben. Die Energiezufuhr für diese Motoren kann beispielsweise durch Flüssiggas oder über eine Oberleitung erfolgen. Die beim Abbremsen des Fahrzeugs überschüssige kinetische Energie wird genutzt, indem sie an das Schwungrad abgegeben wird, das beim Anfahren und während der Fahrt seinerseits wieder Energie für die Traktion abgibt (Nutzbremse).
Das aus mehreren Lagen Stahl gefertigte Schwungrad ist in Fahrzeugmitte horizontal unter dem Fahrgastraum angebracht. Sein Gewicht beträgt ungefähr 500 kg, es hat einen Durchmesser von rund 1 m; die maximale Rotationsgeschwindigkeit beträgt 2600/min. Über ein hydrostatisches Getriebe ist es mit den Achsen des Fahrzeugs verbunden.
1992 entstand ein erster Prototyp für 12 Fahrgäste, der zunächst auf einem Testgleis in Cradley Heath erprobt und anschließend auf einer hierfür gebauten Rundstrecke in Himley getestet wurde. Mitte der 1990er Jahre wurde er in Birmingham, Barking, Brighton und Swansea vorgeführt. Weitere derartige Fahrzeuge wurden in den 1990er Jahren auf schmalspurigen Eisenbahnstrecken in Wales erprobt. Im September 1994 lief eines bei der Welshpool and Llanfair Light Railway, später ein weiteres auf der Ffestiniog Railway und der Welsh Highland Railway.
Die Fahrzeuge der Typen PPM30 und PPM35 wurden als Straßenbahnwagen für den Stadt- und Vorortverkehr kleinerer Städte sowie als Zubringer für Massenverkehrsmittel entwickelt. Beide waren 4,7 m lang und 2,7 m hoch, die Einstiegshöhe lag bei 45 cm über der Schienenoberkante. Sie unterschieden sich in der Fahrzeugbreite und der Beförderungskapazität (2,0 m / 30 Fahrgäste beim PPM30, 2,4 m / 35 Fahrgäste beim PPM35). Von 1998 bis 2000 fanden mit einem PPM35 30 Monate lang Test- und Demonstrationsfahrten auf den Gleisen der Museumseisenbahn Bristol Harbour Railway statt.
In den Monaten März und April des Jahres 2002 wurde die Technik auf der regelspurigen Strecke der Museumseisenbahn Severn Valley Railway erprobt. Das Fahrzeug war der in jenem Jahr gebaute Schienenbus PPM50 (firmenintern Nr. 12), ein hochfluriges Einzelstück, das im Total Operations Processing System als Class 999 (Betriebsnummer 999 900) bezeichnet wurde. Er ist 8,7 m lang und weist 20 Sitz- und 30 Stehplätze auf.
Im Dezember 2005 wurde der 999 900 erstmals im Fahrgastverkehr auf der Stourbridge Town branch line von Stourbridge Junction nach Stourbridge Town bei Birmingham eingesetzt. Diese am 1. August 1879 eröffnete, 1,3 km lange Strecke wurde schon mehrfach als Teststrecke für Schienenverkehrsfahrzeuge genutzt, z. B. für Trieb- und Steuerwagen der Great Western Railway. Das Fahrzeug pendelte im Jahr 2006 an Sonntagen anstelle des werktags üblichen Class-153-Dieseltriebwagens zwischen den beiden Endpunkten.
Im Juni 2009 ersetzten zwei Parry People Mover des Typs PPM60 (Class 139) die Class 153 auf der Strecke. Sie sind 9,6 m lang, 2,4 m breit und 3,2 m hoch. Ihr Gewicht beträgt 12 t, die Höchstgeschwindigkeit 32 km/h. Das Schwungrad mit 1000/min bis 2600/min Umdrehungen wird von einem Motor des Typs Ford DSG423 bewegt, der mit Flüssiggas betrieben wird und 64 kW leistet. Rahmen, Radsätze und Antriebe der beiden Fahrzeuge baute die Alan Keef Ltd. Deren geringere Kapazität (25 Sitz- und 35 Stehplätze) gegenüber der Class 153 wurde durch eine höhere Taktfrequenz von vier bis sechs Zugpaaren stündlich kompensiert. Die Fahrzeit zwischen den beiden Endpunkten beträgt drei Minuten.
Betreiber der Parry People Mover auf der Stourbridge Town branch line war zunächst die London Midland. Im Dezember 2017 übernahm West Midlands Trains (WMT) den Betrieb, was eine Änderung der Farbgebung der Fahrzeuge mit sich brachte.

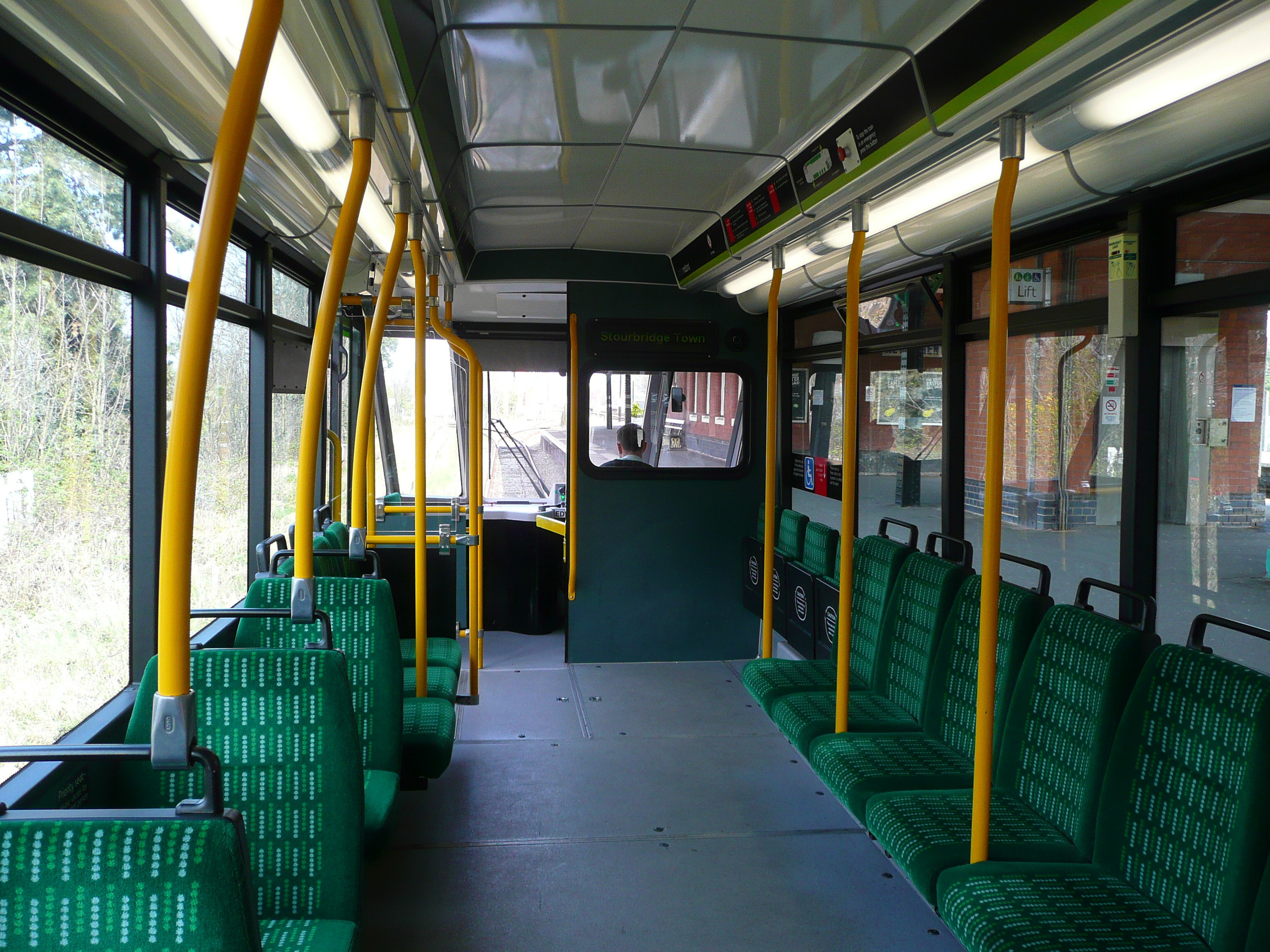
Fahrgastraum des 139 002
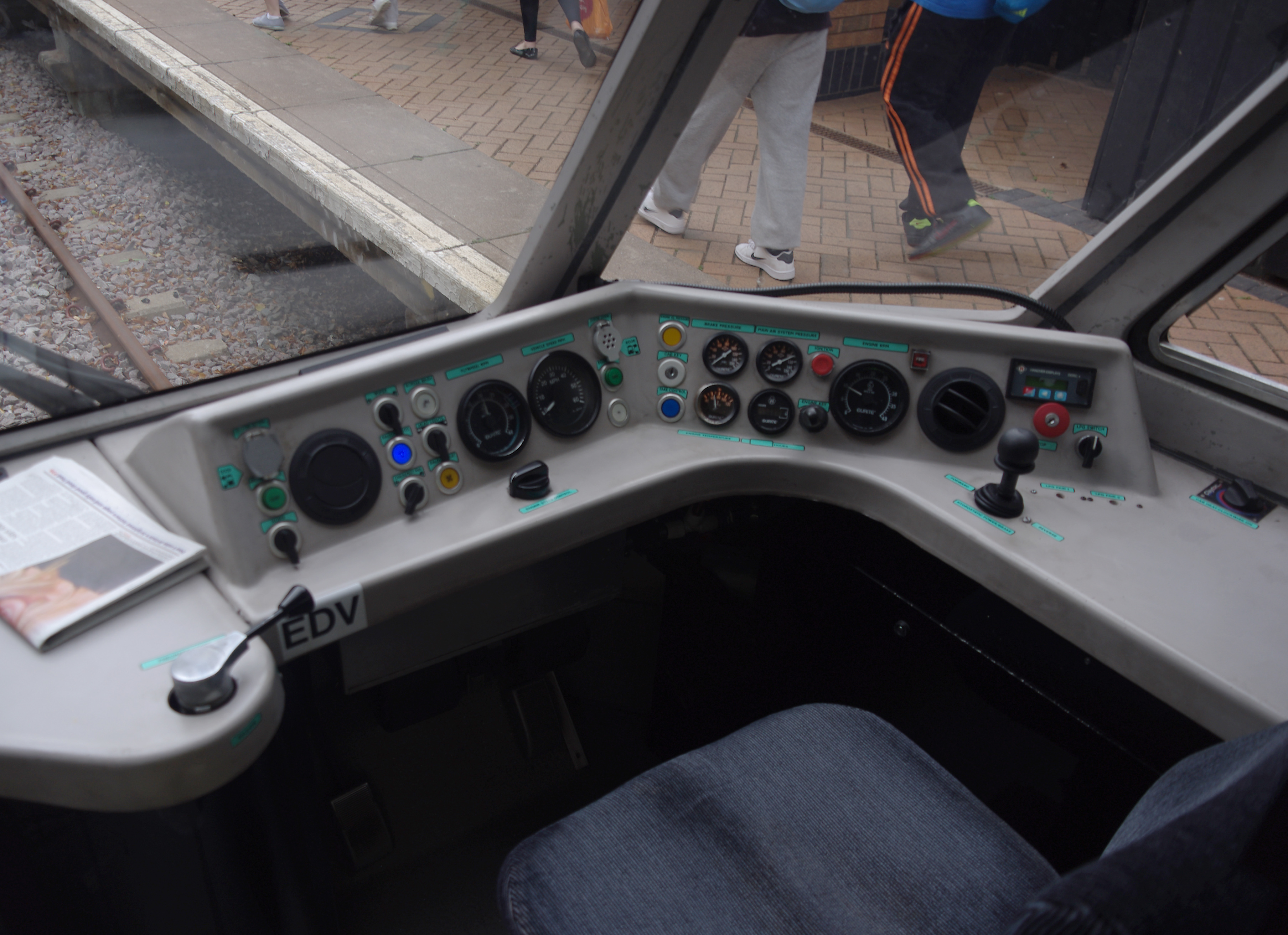
Fahrpult des 139 001
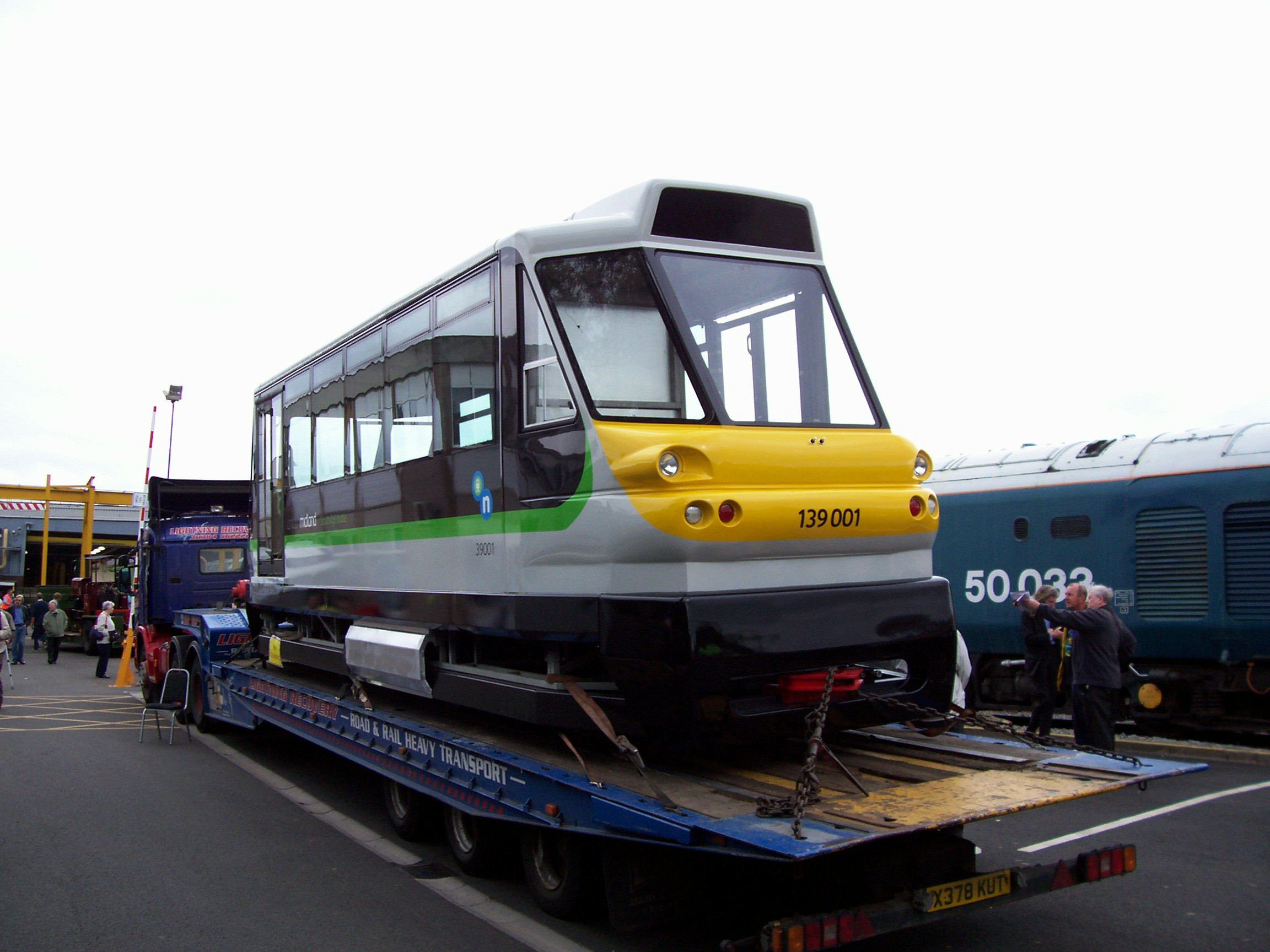
139 001 in der Lackierung der London Midland
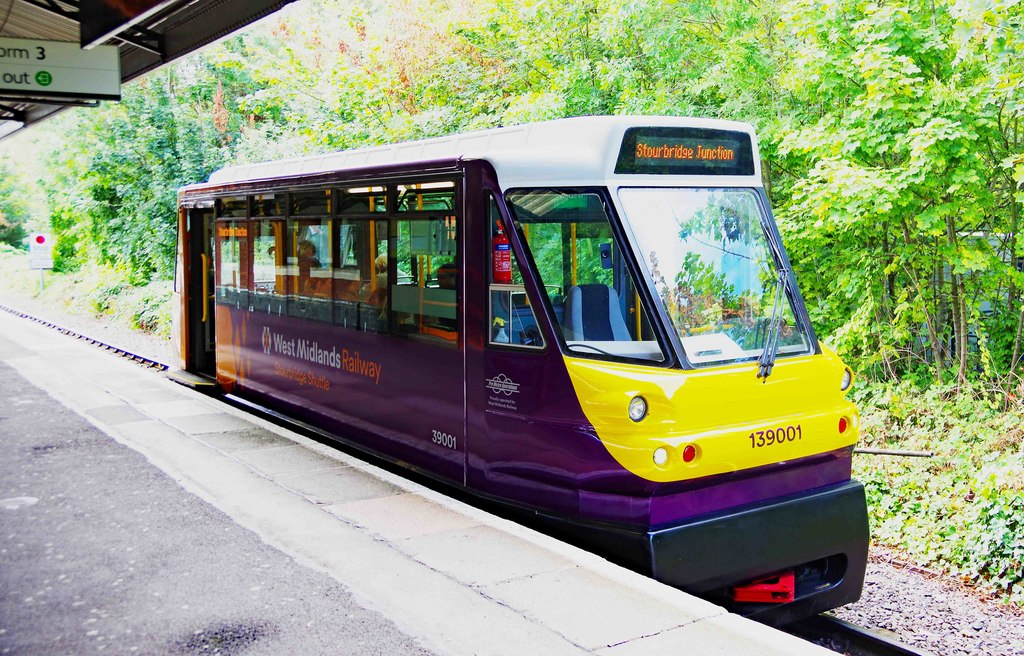
139 001 in aktueller Farbgebung der WMT

## Ausblick
Im April 2019 kündigte PPM an, das Fahrzeug Nr. 12 (Betriebsnummer 999 900) weitgehend den beiden Schienenbussen der Class 139 anzupassen und es als 139 000 zu bezeichnen. Zudem wurde statt des Gasmotors ein Ford-Dieselmotor installiert.